# 陳紀 (嘉靖進士)
陳紀（1524年—1603年），字仲理，號羽泉，福建建寧府甌寧縣人，軍籍，明朝政治人物。

## 生平
乙卯科（1555年）福建鄉試第三十四名舉人。嘉靖三十五年（1556年）中式丙辰科會試第五十三名，三甲第九十五名進士。刑部观政，授湖广汉阳县知县，改浙江鄞县，三十八年九月考选贵州道試御史，三十九年三月實授，四十一年二月升浙江佥事，四十三年升廣東參議，分守岭东道，建议曾一本不宜招，大家井贼不宜剿，已而竟寝不行，纪谢病免归。隆慶元年（1567年）升淮扬兵备副使，给事中陈邦颜荐之，二年九月復补廣東副使，以考察去职。万历時，累荐不起。享年八十。

## 家族
曾祖陳善安，所鎮撫；祖父陳仕濂，所鎮撫；父陳樅，母倪氏。兄教（生员）、焜、照、炳、文烱、文炤（生员）。